# Basilica dell'Addolorata (Acqui Terme)
La basilica dell'Addolorata anche basilica di San Pietro è un edificio di culto cattolico con dignità di basilica minore sito nel comune di Acqui Terme e afferente alla diocesi di Acqui.
L'edificio, le cui origini affondano nelle prime comunità religiose d'epoca paleocristiana, nei secoli subì vari rimaneggiamenti: particolarmente importanti furono quelli d'epoca napoleonica quando una parte considerevole dello stesso venne convertita ad uso abitativo e commerciale e poi nella prima metà del Novecento con gli interventi di restauro dell'architetto Vittorio Misturino il quale seguendo le teorie dell'epoca con l'intento di riportare per via induttiva l'edificio al suo stato originario si prese numerose libertà che minarono ulteriormente lo stato di conservazione della basilica.

## Storia

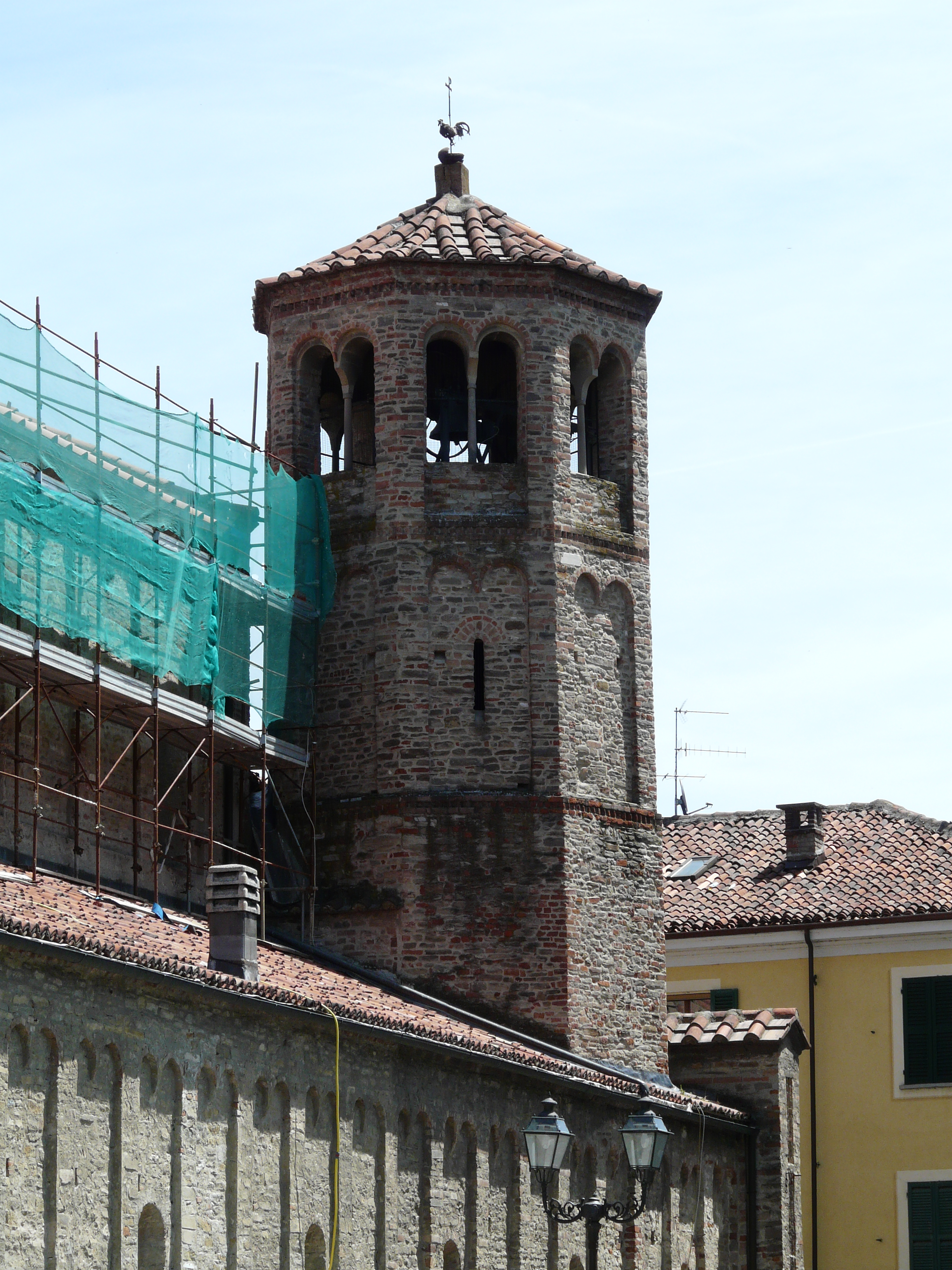
Particolare della torre ottagona con la cella campanaria aggiunta nella ristrutturazione novecentesca.

Le prime tracce di quella che diventerà la basilica di San Pietro si ritrovano nei reperti archeologici, come una antica lapide che attesta il martirio di due cristiani, che situano nella stessa area dell'edificio un antico cimitero cristiano dal quale poi sarebbe sorto un primo edificio di culto dedicato a San Pietro.  Varie prove epigrafi e documentali attestano la presenza nell'edificio delle sepolture di vari dignitari dell'epoca tardo antica insieme ai primi vescovi, cosa che insieme a una cronologia del XI secolo presente nell'archivio vescovile diocesano di Acqui che vuole tra il 353 e il 358 San Maggiorino come primo vescovo di San Pietro metterebbe la chiesa al centro della vita civica della società cristiana dell'epoca, lasciando aperta l'ipotesi che potesse trattarsi della cattedrale paleocristiana della città.
A partire dalla fine del X secolo con il vescovado del vescovo Primo l'edilizia sacra dell'acquese ottiene nuovo slancio: a partire dai primi decenni del XI secolo la città di Acqui vede sia lo sviluppo del cantiere della cattedrale di Santa Maria Assunta che la una ricostruzione totale della basilica di San Pietro. 
Con il successore di Primo, Dudone, i canonici vennero trasferiti alla cattedrale con San Pietro che veniva trasformato in una comunità monacale di benedettini; la trasformazione in comunità abbaziale fu seguita da una grande donazione patrimoniale e di diritti parrocchiali da parte del vescovo Dudone il quale, alla sua morte, verrà anche tumulato all'interno dell'edificio. Il fatto che San Pietro insieme ai suoi privilegi fosse tenuto in grande considerazione è dimostrato anche dal successero di Dudone, Guido d'Acqui il quale nel 1034 ne confermerà i privilegi e alla sua morte con una donazione ne accrescerà il patrimonio.
San Pietro e il suo convento rimasero per alcuni secoli uno dei più importanti poli della città piemontese ma fu a partire dal XV secolo che cominciò un declino che diventò sempre più irreversibile a partire dal 1477 quando venne abbandonata dall'ultimo dei monaci. 
Dall'abbandono dell'ultimo monaco l'edificio versò in uno stato decadente che portò nel 1718 il vescovo Carlo Antonio Gozani a deciderne lo smembramento: cinque campate vennero divise da opere murarie andando a creare un'aula che veniva dedicata alla Madonna Addolorata mentre il resto dell'edificio - in stato di semiabbandono - rimaneva intitolato a San Pietro.
Con l'amministrazione napoleonica l'edificio diventava demaniale con la sola parte dedita alla Madonna rimasta al culto. Solo pochi decenni dopo i proprietari dell'edificio non più consacrato demolirono in parte la struttura per sostituirla con edifici a scopo abitativo mentre una parte veniva riadibita con importanti opere murarie a locali commerciali.
Infine, verso la fine degli anni venti del Novecento, l'architetto Vittorio Mesturino della Regia Soprintendenza dell'Arte medievale e moderna venne incaricato della ristrutturazione dell'edificio. La ristrutturazione, che si protrasse anche sotto diversa direzione fino al 1963, fu abbastanza rispettosa dell'originale planimetria e volume dell'opera ma nei particolari particolarmente disinvolta se non alle volte addirittura arbitraria come nel caso della torre ottagona che fu dotata di una cella campanaria che in nessun documento era mai stata attestata fino a quel momento.

## Architettura

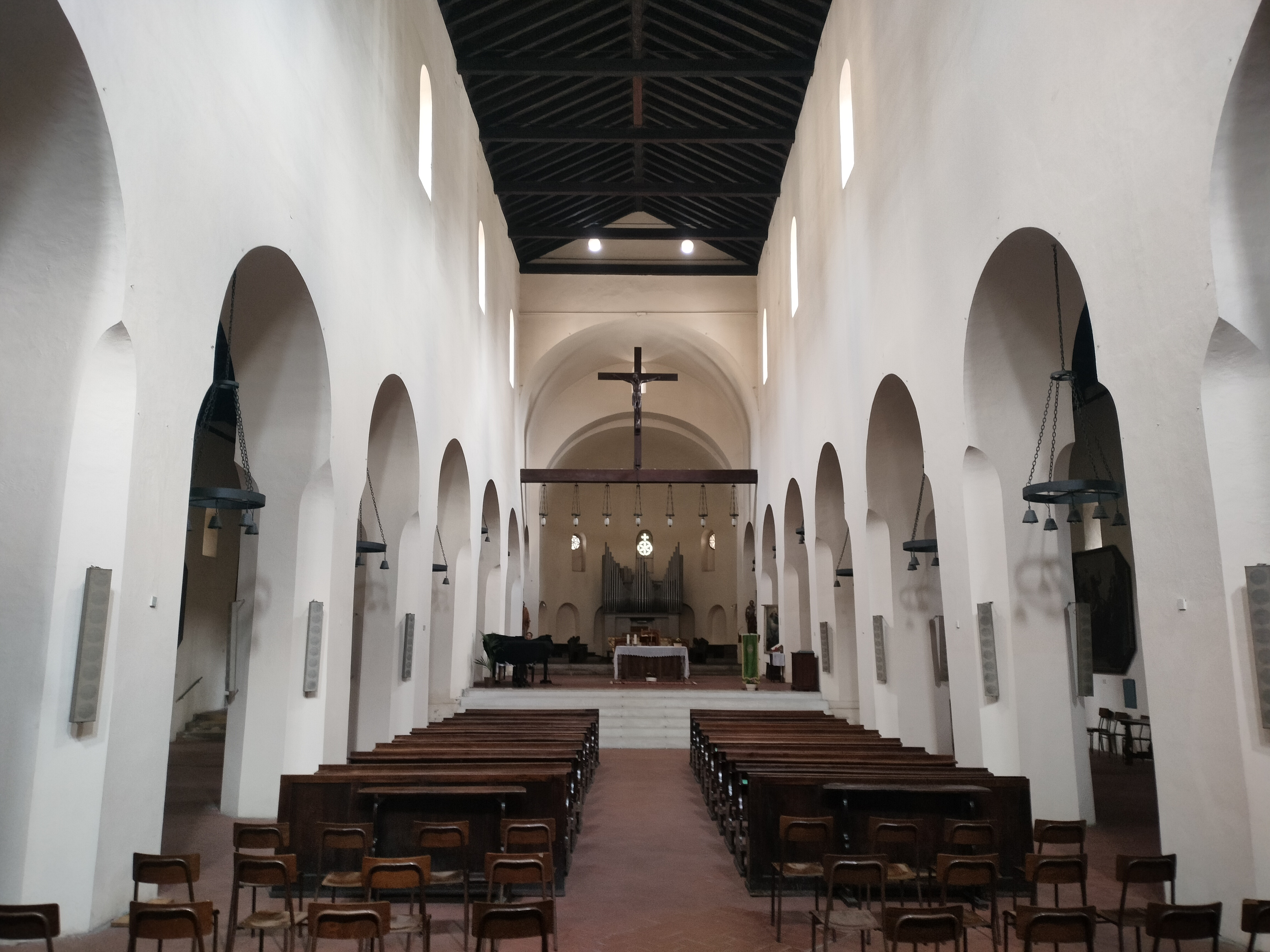
Interno della basilica

L'interno della basilica è formato da tre navate e tre absidi senza transetto, la facciata è invece tripartita e solcata da quattro pilastri a sezione troncata. 
L'edificio si fa notare per il suo elevato sviluppo longitudinale con la parte occidentale riconducibile alle opere dell'XI secolo e la parte orientale caratterizzato da elementi arcaici la cui datazione è incerta ma sicuramente precedente alle opere iniziate sotto l'episcopato di Primo. Oltre che la lunghezza longitudinale anche l'altezza della Chiesa doveva risultare innovativa rispetto all'epoca precedente in quanto probabilmente pari alla larghezza delle navate.
All'interno risultano particolarmente interessanti i pilastri di forma ottagonale i quali, vista la precocità dell'opera nella zona, possono essere considerati come modello di diffusione per il tipo in altre chiese con soluzioni simili del periodo. Infine, risulta interessante la torre ottagonale la quale per le soluzioni architettoniche adottate risulta opera particolarmente ardita.